# Moshé Romano
Moshé Romano (héberül: משה רומנו; Tel-Aviv, 1946. május 6. –)  izraeli  válogatott labdarúgó.

## Pályafutása

### Klubcsapatban
Pályafutása során játszott több csapatban, melyek közül kiemelkedik a Shimshon Tel-Aviv és a Bétár Tel-Aviv. 1966 és 1975 között négy alkalommal szerezte meg az izraeli bajnokság gólkirályi címét. 

### A válogatottban
1965 és 1974 között 7 alkalommal szerepelt az izraeli válogatottban és 4 gólt szerzett. Részt vett az 1970-es világbajnokságon.

## Sikerei
Egyéni
- Az izraeli bajnokság gólkirálya (4): 1965–66, 1969–70, 1972–73, 1974–75

## Külső hivatkozások
- Moshé Romano – a FIFA adatbázisában
- Moshé Romano adatlapja a National-Football-Teams.com oldalon (angolul)